# فريدريك إيفانز
فريدريك إيفانز (بالإنجليزية: Frederick H. Evans)‏ (ولد في 26 يونيو، 1853-24 يونيو، 1943، لندن) هو مصور إنجليزي.